# Film azeri proposti per l'Oscar al miglior film straniero
A partire dal 2007 l'Azerbaigian ha presentato propri film per concorrere al Premio Oscar nella categoria miglior film straniero; da allora sono stati presentati sette film girati da sei registi differenti; l'unico regista selezionato due volte è İlqar Nəcəf.
Ad oggi nessun film azero è riuscito a superare la prima selezione effettuata dall' Academy of Motion Picture Arts and Sciences.
| Anno | Film                              | Regia           | Risultato     |
| ---- | --------------------------------- | --------------- | ------------- |
| 2008 | Caucasia (Qafqaz)                 | Fərid Hümbətov  | Non candidato |
| 2009 | Qala                              | Şamil Nəcəfzadə | Non candidato |
| 2011 | The Precinct (Sahə)               | İlqar Safat     | Non candidato |
| 2013 | Buta                              | İlqar Nəcəf     | Non candidato |
| 2014 | Steppe Man (Çölçü)                | Şamil Əliyev    | Non candidato |
| 2015 | Nabat                             | Elçin Musaoğlu  | Non candidato |
| 2018 | Pomegranate Orchard (Nar bağı)    | İlqar Nəcəf     | Non candidato |
| 2022 | The Island Within (Daxildəki Ada) | Ru Hasanov      | Non candidato |
| 2023 | Creators (Yaradanlar)             | Shamil Aliyev   | Non candidato |

| Non candidato | Il film è stato proposto dall'Azerbaigian, ma non è stato candidato dall'Academy of Motion Picture Arts and Sciences. |
| Short-list    | Il film è entrato nella "short-list" stilata a gennaio dei nove candidati per l'Oscar al miglior film straniero.      |
| Candidato     | Il film è entrato a far parte dei cinque candidati per l'Oscar al miglior film straniero.                             |
| Vincitore     | Il film ha vinto l'Oscar al miglior film straniero.                                                                   |